# Antonín Fejfar
Antonín Fejfar (* 22. června 1962, Počátky) je český fyzik, který se specializuje na fyziku tenkých vrstev nanostrukturovaných polovodičů pro aplikaci ve slunečních panelech a ve fotonice. Je autorem nebo spoluautorem více než 150 publikací v mezinárodních časopisech s asi 2400 citacemi.

## Život
Vystudoval fyzikální mikroelektroniku na Matematicko-fyzikální fakultě Univerzity Karlovy (1986 obhájil titul RNDr., roku 1991 titul Ph.D.) V letech 1991–1993 pracoval jako postdoktorský stážista na Kjótské univerzitě a od roku 1994 pracuje ve Fyzikálním ústavu AV ČR. V letech 2007–2008 působil jako hostující profesor na Institutu chemického výzkumu na Kjótské univerzitě.

## Funkce
Antonín Fejfar je vedoucím Oddělení tenkých vrstev a nanostruktur Fyzikálního ústavu AVČR a zástupcem ředitele tohoto ústavu. Je členem Vědecké rady AV ČR, které také v letech 2017–2021 předsedal. Je členem vědecké rady Technické univerzity v Liberci. Byl členem vědecké rady Fakulty strojní Vysokého učení technického v Brně a tajemníkem Českého nanoteamu. Vede organizační výbor řady mezinárodních letních škol o „Fyzice v nanoměřítku“ a vedl pregraduální i postgraduální studenty v projektu Otevřená věda. Pracuje na popularizaci vědy zejména v oboru sluneční energie a nanověd.